# Grodzisko w Boguszewie
Grodzisko w Boguszewie – grodzisko położone na półwyspie we wschodniej części jeziora Mełno w powiecie grudziądzkim, niedaleko zabudowań wsi Boguszewo.
Prawdopodobnie osada została założona na wyspie. Początkowo była to osada otwarta, później gród ludności łużyckiej a następnie osadnictwa wczesnośredniowiecznego. 
Badania archeologiczne prowadzone w latach 1990-1991 przez Dział Archeologii Muzeum w Toruniu pozwalają stwierdzić, że od strony lądu wyspa była chroniona palisadą. Odsłonięto fundamenty wału obronnego, wykonane z nieokorowanych pni (głównie dębowych, ale były też brzozowe i inne), ułożonych wzdłuż linii wałów. Stwierdzono, że niektóre pnie były ociosywane na miejscu budowy.